# 拉瑪克里斯納
拉瑪克里斯納，或譯羅摩奎師那、羅摩克里希那（本篇均簡稱拉瑪，孟加拉語: রামকৃষ্ণ পরমহংস，Ramkṛiṣṇo Pôromôhongśoⓘ，1836年2月18日—1886年8月16日），原名Gadadhar Chatterji或Gadadhar Chattopadhyay (Gôdadhor Chôṭṭopaddhae)，是19世紀極富影響力的印度神秘家暨瑜伽士。他在青年時期就已有過神秘的狂喜經驗，曾就教於各種教派，包括時母女神、譚崔、毘濕奴，以及不二論等。
拉瑪的言行舉止受到孟加拉社會菁英認可，視之為典範，因而促成拉瑪克里斯納傳道會的成立，這個機構由其大弟子斯瓦米·維韋卡南達所創，該組織將印度教的現代教義傳揚到全世界。不二論繼承者Totapuri為他起了Ramakrishna Paramahamsa之名。

## 自傳

### 出生及童年
拉瑪1836年二月18日誕生於西孟加拉胡格利區伽瑪爾普古爾村的貧戶，儘管貧窮，這戶人家卻是虔敬的純正婆羅門血統。伽瑪爾普古爾村遠離五光十色的城鎮，村內有稻田、高聳的棕櫚樹、皇貴的榕樹、幾座湖泊和兩個火葬場。拉瑪的生父和生母分別是Khudiram Chattopadhyay和Chandramani Devi。據其信徒所述，在他誕生前父母皆曾經驗到超自然事件和異象。他父親Khudiram在加雅夢到主神Gadadhara（毗湿奴的分身）曉諭他將有一個不凡的兒子。其母Chandramani Devi則在異象中看見濕婆神廟有光進到她的子宮。

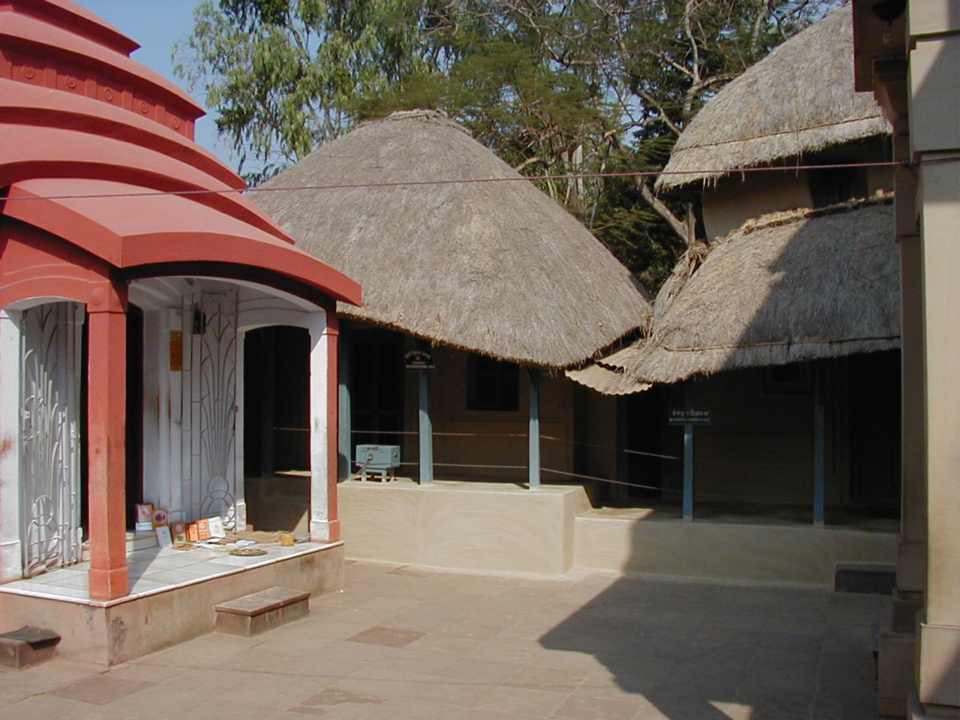
拉瑪在伽瑪爾普古爾村住過的小屋（居中）。左邊是祠堂，右方寺廟是他的誕生處

拉瑪約有12年的時間固定會到村莊學校上課，之後卻拒絕再接受任何的傳統學校教育，他說自己對這種「餬口教育」不感興趣。伽瑪爾普古爾村位在由來已久的普里朝聖路轉接點上，這條路日後也將他帶往棄世者和聖人身邊。他從遊方僧和卡薩克口中聽聞《往世書》、《羅摩衍那》、《摩訶婆羅多》及《薄伽梵往世書》，漸熟稔這些經典，也能讀寫孟加拉語。官方傳記寫道，拉瑪之名係由時母廟的主贊助人Mathura Biswas所起，但也有一說是他的父母起的。
拉瑪回憶他第一次的狂喜經驗發生在6歲那年：他沿著稻田走著，一群白鷺襯著深色烏雲的背景飛過他眼前，這幅景象深深攫住他，他的心神不自覺內轉融入其中，在那個狀態之下體驗到無法言喻的喜樂。
據說他童年時期還有幾次類似的經驗－當時他在濕婆節表演崇拜Vishalakshi女神（雪山神女帕爾瓦蒂的一個化身）、描繪濕婆主神。自他10-11歲起，拉瑪常陷入出神狀態，他生命最後幾年也幾乎每天都處在三摩地狀態。稍早，這些經驗被判讀為腦顳葉癲癇症，但他本人卻不以為然。
1843年拉瑪之父死後，家裡的重擔就落在他的兄長Ramkumar肩頭。失恃也讓他跟母親更親，而他也將時間花在家務、陣日膜拜家中供奉的神明，沉浸在諸如閱讀印度史詩等內省活動上。到了青少年時期，因家境變得更差，便在加爾各答起草開辦了一間梵語學校，同時也兼任家祭。1852年拉瑪與兄長Ramkumar搬到加爾各答協助廟祭工作。

### 擔任達克希涅斯神廟祭司

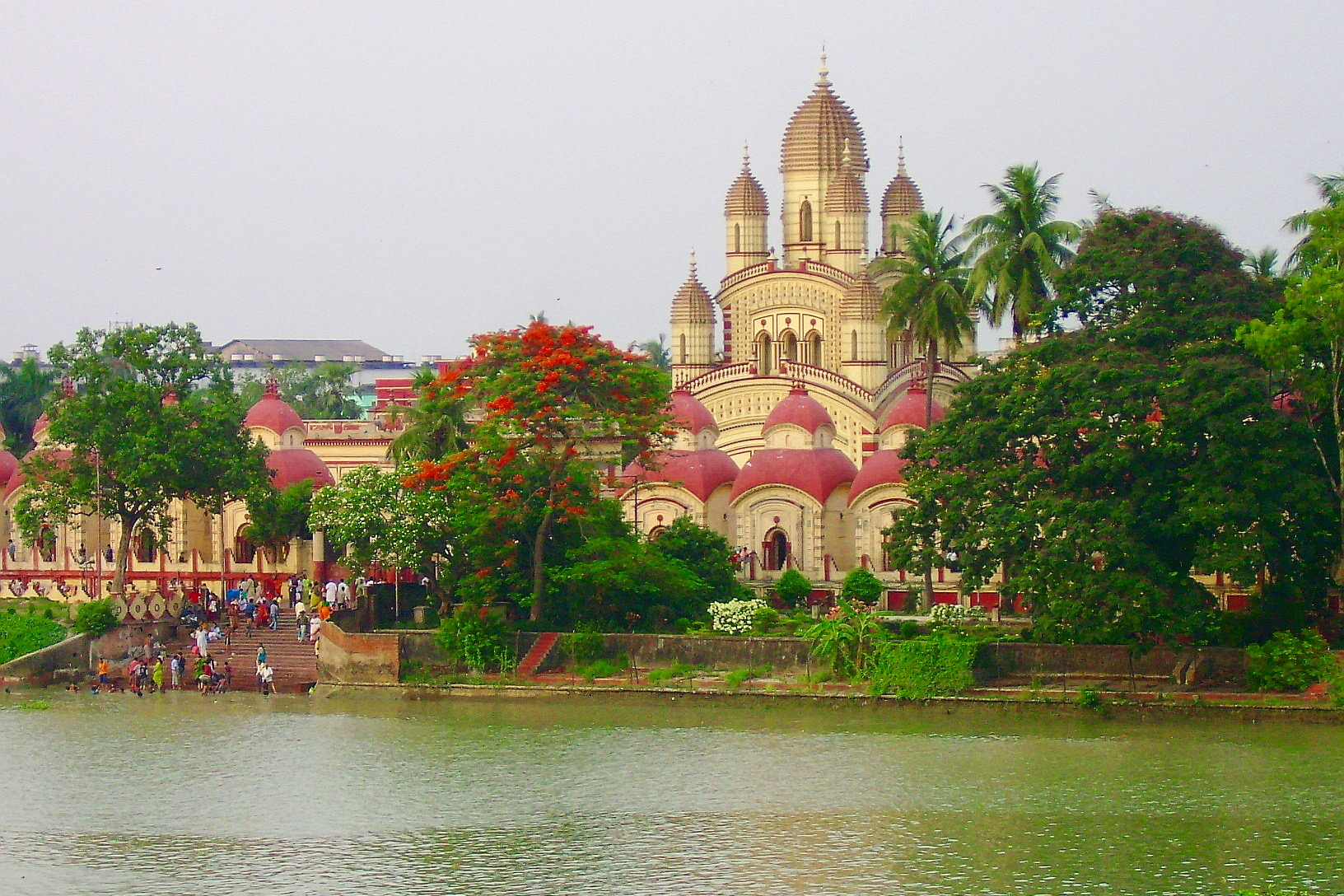
達克希涅斯瓦寺，拉瑪成年後大半歲月在此渡過。

1855年拉瑪受任為達克希涅斯瓦時母廟的祭司，該寺是由加爾各答kaivarta社群一名富裕女人Rani Rashmoni所蓋。拉瑪隨同他的姪子Hriday成為其兄Ramkumar的助手，他被派遣的工作是妝點神像。1856年Ramkumar死後，拉瑪取而代之成為時母廟的祭司。
Ramkumar的死也讓拉瑪便得更加沉默寡言。他開始仰望時母的影像，視之為生母、宇宙之母。據說拉瑪曾在異象中看到時母即為宇宙之母，他描述道：「...房子、門扉、寺廟，其他一切都一併消失了，無論何處都是空無一物！我看到無盡無邊的光之洋，那光即為意識。舉目所及都是閃爍的波浪，一波又一波地向我湧來。」

### 結婚

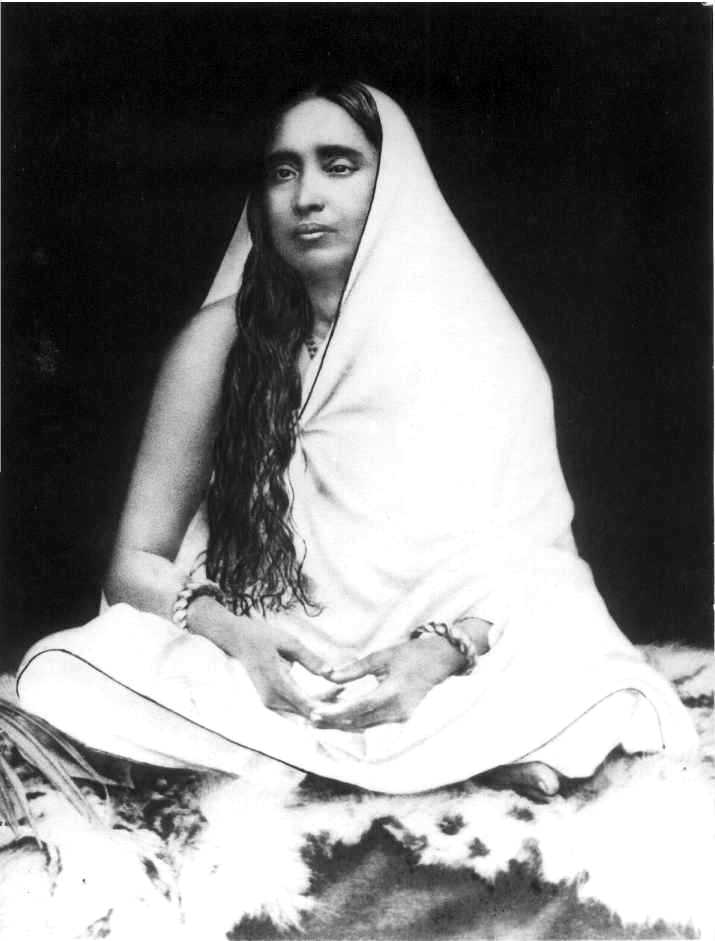
Sarada Devi (1853–1920)，拉瑪之妻，也是他的同修

謠言傳回伽瑪爾普古爾村，說他在達克希涅斯神廟的靈修導致他精神狀態不穩。拉瑪之母及兄長Rameswar決定讓他結婚，他們認為婚姻能穩定他的心神，也能迫使他承擔應負的責任，讓他將注意力轉到日常事務，而非靈修和異象上。拉瑪本人則向他們提到能在伽瑪爾普古爾村西北方3英哩遠處Jayrambati鎮Ramchandra Mukherjee的屋子找到他的新娘。而他們也真找到一名5歲女童Sarada Devi，並在1859年拉瑪23歲那年舉行正式婚禮，在19世紀的孟加拉鄉野，老少配是很常見的。他們隨後在伽瑪爾普古爾一塊兒待了三個月，Sarada Devi當時14歲，拉瑪32歲。拉瑪漸成為Sarada一生當中極具影響力的人物，而她也變成拉瑪的虔誠信徒。婚後，Sarada繼續待在Jayrambati，直到18歲才前往達克希涅斯瓦寺和拉瑪會合。
當他的新娘來找他時，拉瑪已習於桑雅士的僧侶生活，因此他倆也從未圓房。身為祭司，拉瑪負責宗教儀式Shodashi Puja，Sarada Devi在儀式中會坐在時母的席位上受到膜拜。拉瑪也將Sarada當作神聖母親的化身，尊稱她為聖母，拉瑪的弟子也以此名稱呼她。Sarada Devi比拉瑪多活了34年，在初期的宗教運動中扮演要角。
拉瑪曾有段時間持續裝扮成女人，言談舉止也如同女人那樣。

### 宗教實修和導師
婚後拉瑪回到加爾各答繼續主持寺務，同時也接續他的實修。根據拉瑪的官方傳記作者所述，他在譚崔導師Vedanta及Vaishnava的指導下接續他的實修。

#### 羅摩奉愛實修
從拉瑪頻繁看見時母異象到他結婚的那段期間, 他開始進行dāsya bhāva實修 ，其間，他以猴神哈奴曼的舉止姿態崇敬羅摩，在民間，猴神被視為羅摩的虔誠僕人。根據羅摩的說法，那段實修期接近尾聲時，他在異象中看見羅摩的愛人悉多融入他體內。

#### 貝拉維（Bhairavi Brahmani）及譚崔
1861年，拉瑪認身著橘袍的中年苦行女僧貝拉維（Bhairavi Brahmani）為他的導師。她隨身帶著一顆象徵羅摩及毘濕奴派諸神祇的石符－Raghuvir Shila。她深諳高迪亞毗濕奴派教典也修練譚崔。
按貝拉維所述，拉瑪經驗到是伴隨mahabhava的現象，即對聖神展現無上虔愛的態度，她引述《奉愛經句》（bhakti shastras）所言，指出拉達和柴坦尼亞·摩訶巴布等其他宗教的人物也有過相似經驗。
貝拉維啟引拉瑪修練譚崔。譚崔致力於崇拜夏克提，而譚崔訓練的目標是超越聖俗的隔閡，作為達至解脫的方法，並視自然的一切面向為神聖夏克提的顯化。在她的引導下，拉瑪通過了64套主要的譚崔實修，1863年終功德圓滿。接著他開始投入japa、purascarana等曼特羅儀式和其他用來淨化、內控身心的儀式。其後他著手進行譚崔實修，通常包含了一組非正統的修練謂之左道性力，藉由食用烘穀、魚肉、酒、性交等達至解脫。

## 相關著作
- 《拉瑪克里斯納福音書》
- 《室利‧羅摩克里希那言行錄 （页面存档备份，存于）》

## 註記
1. ↑  根據Anil D. Desai所述，拉瑪飽受精神運動性癲癇所苦，[20]或稱之為腦顳葉癲癇症。[21]有關腦顳葉癲癇症的特徵描述（包括篤信宗教等顯著特徵），請參見Devinsky, J.; Schachter, S. . Epilepsy & Behavior. 2009, 15 (4): 417–24. PMID 19640791. doi:10.1016/j.yebeh.2009.06.006.。也可參見賈許溫德症候群，了解部分腦顳葉癲癇症患者的顯著行為表象，以及Jess Hill的「在發作中找到神：腦顳葉癲癇症和神祕主義的關聯」，尋求癲癇誘發的「類異象和入神狀態」的第一手資訊。
2. ↑  毘濕奴奉愛派提出五種不同的實修心態[34]，名曰bhāva，即一名虔信徒表達愛神的五種不同心態，分別是：śānta，平和的心態；dāsya，僕人的心態；sakhya，朋友的心態；vātsalya，母親對孩子的心態；以及madhura，一個女人對她愛人的心態。[35][36]